# Coliseo Miguel Happy Lora
El Coliseo Miguel "Happy" Lora es un recinto deportivo cubierto ubicado en la ciudad de Montería, Colombia. Lleva el nombre en honor al excampeón mundial de boxeo y figura local Miguel "Happy" Lora. Con capacidad para 5,000 espectadores, alberga eventos de baloncesto, voleibol, boxeo y actividades culturales.

## Historia

### Construcción y primera etapa
Inaugurado en 1976 bajo el nombre Coliseo de la Circunvalación, fue un escenario deportivo de referencia en la región Caribe.

### Reconstrucción y polémicas
En 2010, como parte de los preparativos para los Juegos Nacionales 2012, se inició su demolición para una reconstrucción total. El proyecto enfrentó retrasos por problemas administrativos y disputas contractuales, lo que impidió su uso durante el evento.
Finalmente, fue reinaugurado el 28 de diciembre de 2016, aunque la entrega oficial de las obras civiles se concretó el 3 de abril de 2017.

### Uso durante la pandemia
En 2020, como parte de las medidas contra la COVID-19, el coliseo fue adaptado como centro de atención temporal para pacientes con síntomas leves, contribuyendo a descongestionar los hospitales de la región.

## Características técnicas
- Capacidad: 5,000 personas (configuración para deportes).
- Superficie: Piso adaptable para múltiples disciplinas.
- Infraestructura: Cubierta metálica, graderías modernizadas y sistemas de iluminación profesional.

## Uso actual
El coliseo es sede de:  
- Competencias regionales y nacionales de baloncesto y voleibol.
- Eventos boxísticos y espectáculos culturales.
- Actividades institucionales y académicas.